# Josamicină
Josamicina este un antibiotic din clasa macrolidelor, utilizat în tratamentul unor infecții bacteriene. Molecula prezintă un spectru de activitate similar cu cel al eritromicinei.